# شبگرد مصری
شبگرد مصری، شبگرد دشتی یا شبگرد بیابانی، پرنده‌ای از راسته شبگردسانان∗ است. شبگرد مصری شبگردی نیمه‌کوچک است که در جنوب غربی آسیا و شمال آفریقا دیده می‌شود و در مناطق گرمسیری آفریقا زمستان‌گذرانی می‌کند. این گونه درحال حاضر با پراکنش گسترده وجود دارد و با هیچ تهدید آشکاری بجز تخریب زیستگاه مواجه نیست، بنابراین اتحادیه بین‌المللی حفاظت از طبیعت وضعیت حفاظتی این گونه را به عنوان «کمترین نگرانی» طبقه‌بندی کرده است.

## ویژگی‌های ریخت‌شناختی

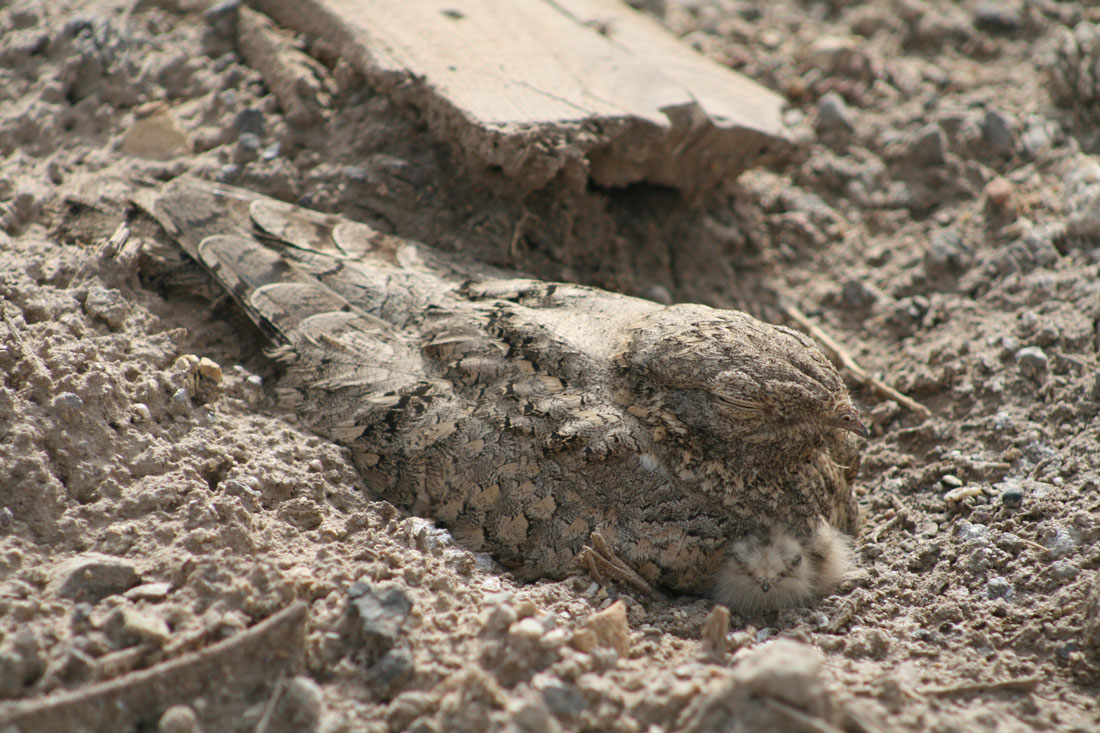
یک شبگرد مصری درحال استراحت

پرهای رنگارنگ این پرنده بسیار رنگ پریده تر از شبگرد معمولی است. نوع بالغ آن به رنگ شنی با اشکالی نوار مانند و رگه‌دار به رنگ قهوه‌ای بر روی تن خود می‌باشد. همچنین قسمت‌های سفید رنگی هم در نقاطی از بدن دیده می‌شود. این گونه کوچکتر از گونه‌های دیگر است اما نسبتاً بال و دم بلندتری نسبت به دیگر گونه‌های رایج دارد. مانند دیگر شبگردها، شبگرد مصری هم دارای بالهای بلند، پرهای نرم و فعالیت شبانه است. نر دارای لکه‌های ریز سفیدرنگ روی بال‌ها است. طول این پرنده ۲۵ سانتی‌متر و طول بال‌های آن ۵۵ سانتی‌متر است. آواز آن یک کرو-کرو-کرو تکراری و یکنواخت است که با چرخش سر پرنده به چپ و راست زیر و بم می‌شود.

## پراکندگی و زیستگاه

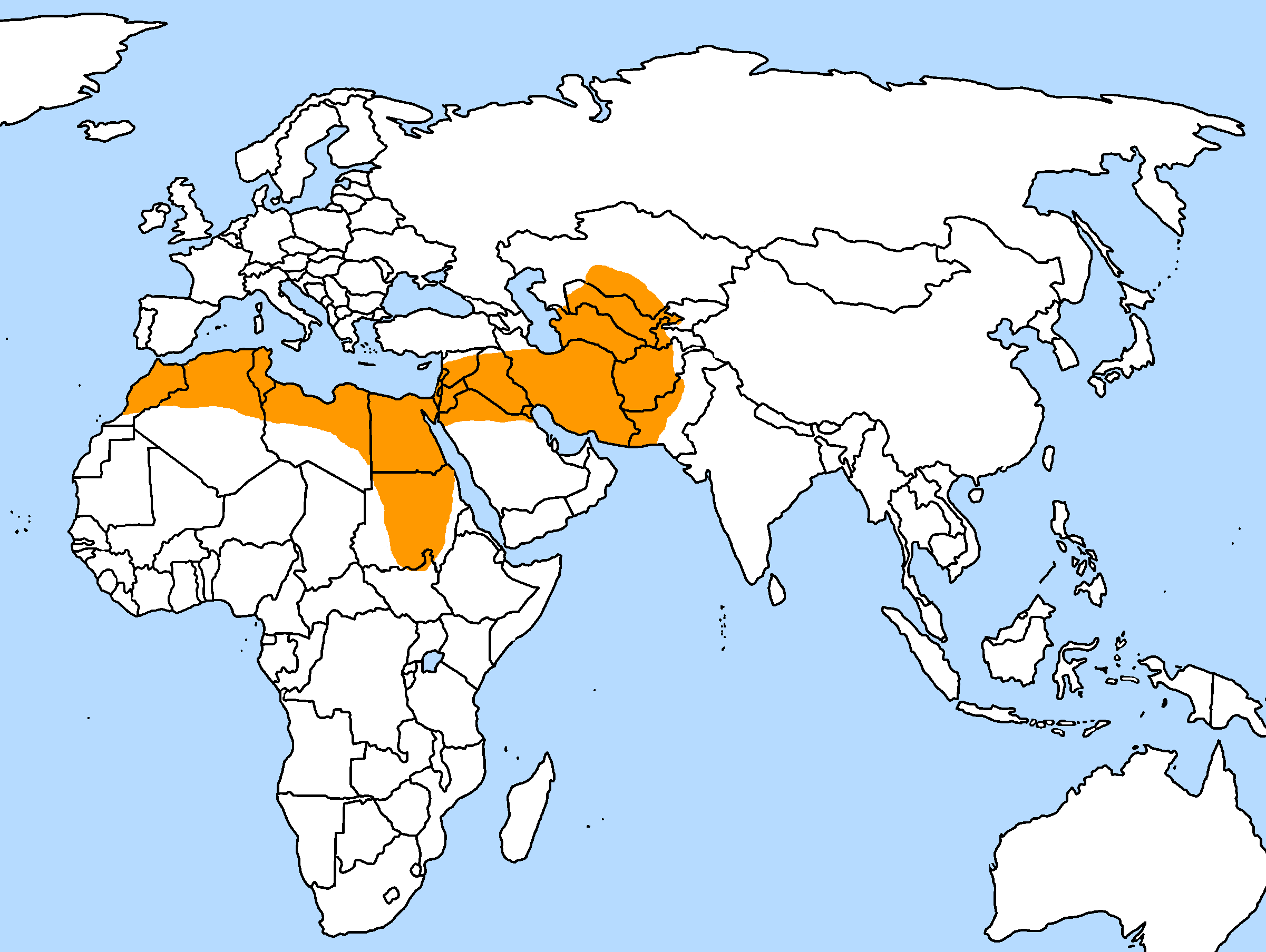
پراکنش شبگرد مصری

شبگرد مصری بومی شمال آفریقا، شبه جزیره عربستان و خاورمیانه است. پس زیستگاه این پرنده شامل افغانستان، الجزایر، بحرین، چاد، مصر، ایران، عراق، اسرائیل، اردن، قزاقستان، کویت، لیبی، مالی، موریتانی، مراکش، نیجریه، عمان، پاکستان، عربستان سعودی، سنگال، سودان جنوبی، سودان، تونس، ترکمنستان، امارات متحده عربی، ازبکستان، یمن و تاجیکستان است. این پرنده همچنین به‌طور نادر در دانمارک، آلمان، ایتالیا، مالت، سوئد و بریتانیا به تعداد محدود دیده شده است. زیستگاه معمولی آن بیابان‌هایی با چند درخت یا بوته پراکنده است. به طوری که اغلب در نزدیکی آب در مناطقی با پوشش گیاهی کم یافت می‌شوند.

## بوم‌شناسی
در طول روز، این شبگرد بی‌صدا روی زمین می‌خوابد و با کمک رنگ خاکی مانند خود در شن‌ها پنهان می‌شود. شبگرد مصری در خاک شنی به خوبی استتار می‌کند تشخیص آن در خاک دشوار است. اغلب در غروب آفتاب، با پروازی نرم و بی صدا مانند پروانه شروع به بال زدن می‌کند. این بال زدن را به‌طور عمد به نوعی انجام می‌دهد که خاکی شدن حاصل از مخفی شدنش از سر و بدنش پاک شود. در این گونه هیچ لانه ای ساخته نمی‌شود. در هنگام تخم‌گذاری دو تخم دراز و بیضوی روی زمین قرار می‌گیرند. پرنده ماده اغلب با مخفی شدن در نزدیکی تخم‌های خود از آنها محافظت می‌کند. حشرات پگاه‌رو مانند بید غذای شبگرد مصری هستند.